# Gnome Lambda
O Gnome 7 Lambda foi um motor projetado na França com sete cilindros, giratório, refrigerado a ar e produzido sob licença na Inglaterra e Alemanha. 

## Visão geral
O Gnome 7 Lambda foi utilizado em vários tipos de aeronaves durante a Primeira Guerra Mundial, dizia fornecer uma potência de 80 hp (60 kW) com um deslocamento de 12 litros.
Pouco menos de 1.000 unidades foram produzidas na Inglaterra, sendo a grande maioria (967) pela Daimler Motor Company de Coventry. Uma versão de 14 cilindros era conhecida como o Gnome 14 Lambda-Lambda.
A fábrica alemã Motorenfabrik Oberursel produzia o motor de sete cilindros sob licença como Oberursel U.0 e mais tarde copiou o projeto de 14 cilindros que foi designado Oberursel U.III.

## Versões

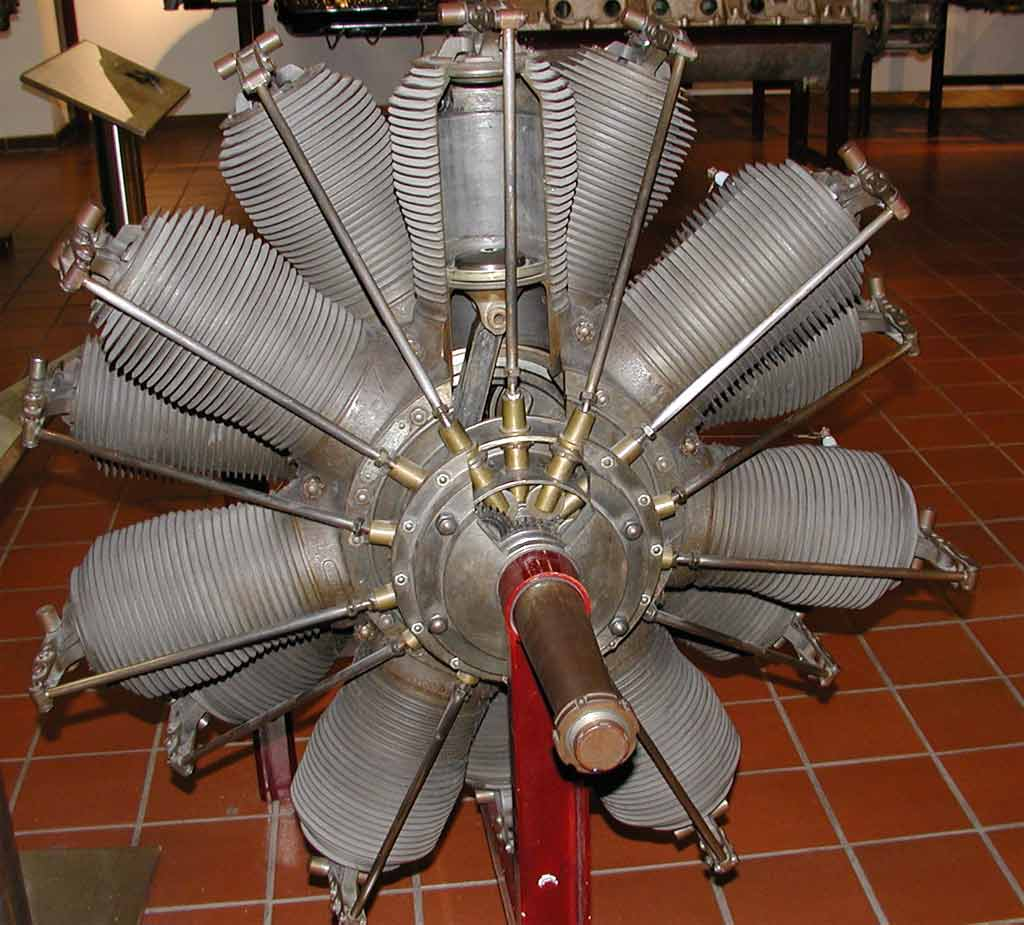
O Oberursel U.III, cópia do Gnome Lambda-Lambda de 14 cilindros.

Gnome 7 Lambda
Sete cilindros, motor giratório de linha única.
Gnome 7 Lambda (curso longo)
Curso aumentado para 145 mm (5.7 in) afim de aumentar a taxa de compressão para 3.87:1, possuindo um deslocamento total de 12,26 litros.
Gnome 14 Double Lambda
14 cilindros, em duas linhas. 160 hp (120 kW).
Motorenfabrik Oberursel U.0
Produção alemã do Gnome 7 Lambda - possuía um diâmetro do cilindro de 124mm e 140mm de curso, com um deslocamento total de 11.52 litres, diâmetro externo de 1,020 meters.
Motorenfabrik Oberursel U.III:Produção alemã do Gnome 14 Double Lambda

## Aplicações

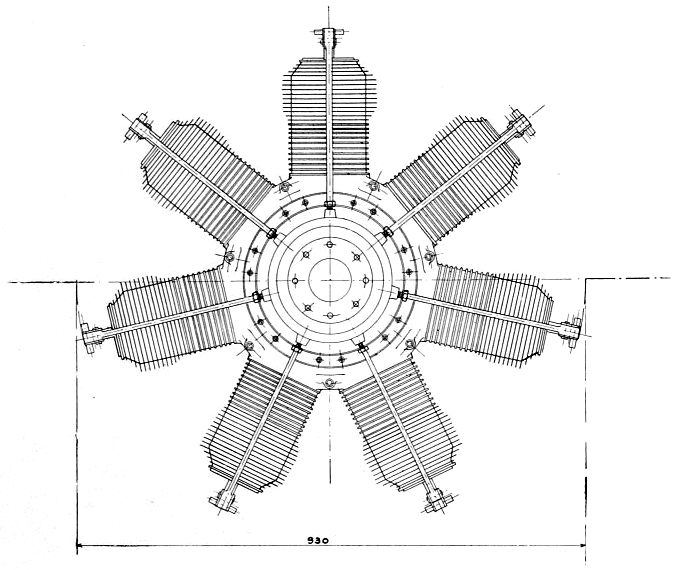
Ilustração técnica frontal do motor Gnome Lambda.

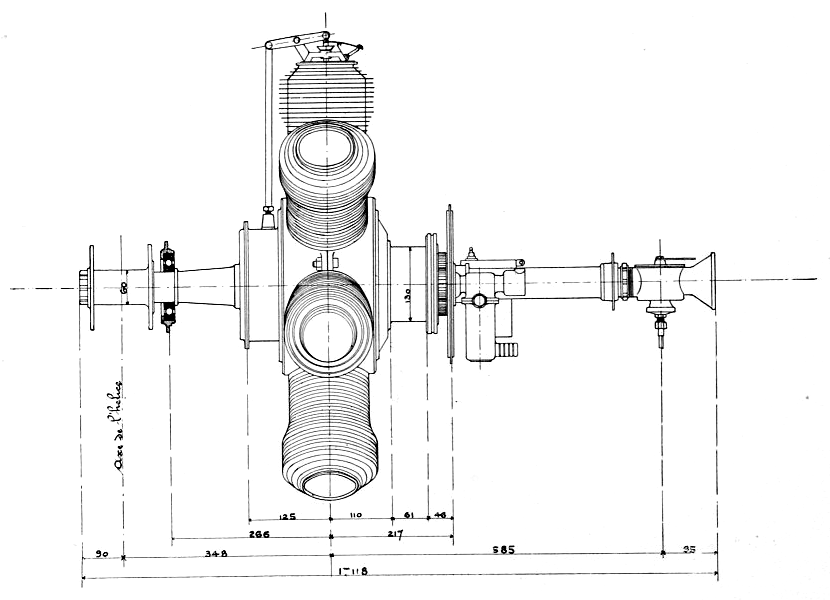
Ilustração técnica longitudinal do motor Gnome Lambda.

Lista de Lumsden

### Gnome 7 Lambda
- Avro 504
- Blackburn Type I
- Borel hydro-monoplane[4]
- Blériot Parasol
- Blériot XI
- Bristol Boxkite
- Bristol Gordon England G.E.3
- Bristol-Coanda Monoplanes
- Bristol Coanda T.B.8
- Bristol Coanda P.B.8
- Bristol Scout
- Caudron G.3
- Deperdussin monoplano de 1910
- Dunne D.8
- Henry Farman F.20
- Grahame-White Type XV
- London & Provincial 4
- Lowe Marlburian
- Nieuport IV
- Nieuport 10
- Radley-England Waterplane
- Royal Aircraft Factory B.E.3
- Royal Aircraft Factory B.E.4
- Royal Aircraft Factory B.E.8
- Royal Aircraft Factory B.S.1
- Royal Aircraft Factory S.E.2
- Royal Aircraft Factory S.E.4
- Short S.37
- Short S.38
- Short S.41
- Short S.60
- Short S.70
- Sikorsky S-7
- Sopwith Gordon Bennett Racer
- Sopwith Pup
- Sopwith Sociable
- Sopwith Tabloid
- Sopwith Three-Seater
- Vickers No.8 Monoplane

### Gnome 14 Lambda-Lambda
- Avro 510
- Royal Aircraft Factory S.E.4
- Deperdussin Monocoque
- Short S.63
- Short S.64
- Short S.70
- Short S.74
- Short S.80
- Short S.81
- Short S.82

## Exemplares sobreviventes
Um motor Gnome 7 Lambda original está instalado em uma réplica do Sopwith Tabloid no hall Grahame-White do Royal Air Force Museum.